# Top Gear 2
Top Gear 2 (conocido como Top Racer 2 en Japón) es la secuela del juego de 1992 Top Gear , publicado el 8 de agosto de 1993 para la consola de Super Nintendo, 24 de mayo de 1994 para la consola Mega Drive y en 1994 para Amiga. Ha sido desarrollado por Gremlin Interactive y publicado por Kemco para el Super Nintendo y por Vic Tokai para Mega Drive. Mientras que el juego sea más realista que la precuela, Top Gear 2 conserva su jugabilidad arcade.

## Descripción
En esta secuela, el juego se vuelve más realista, con una barra de daños en el lado izquierdo de la pantalla, los coches más lentos y la posibilidad de comprar partes a los coches. Los coches cada vez más difícil de manejar y los oponentes son más rápidos y más difíciles que en el juego anterior. La nueva adición es el clima que también desempeña un papel que obliga al jugador a cambiar neumáticos de seco a húmedo. 
El juego tiene lugar en 23 países, incluyendo 64 ciudades, comienza en la ciudad de Auckland, Nueva Zelanda. Después de superar 4 pistas el jugador recibe una contraseña que puede ser utilizada más adelante para volver al lugar donde se ha quedado. 
El modo de juego real es bastante simple, hay un mapa que muestra las direcciones que la próxima será hacer un giro y el jugador se le da 6 "Nitros" al principio que aumenta considerablemente la velocidad de los automóviles durante un período corto de tiempo. En algunos certámenes hay bonus a lo largo de la carretera que van desde un "$" que es de $ 1000 en efectivo, una "N" que es un "nitro " extra  y una "S" que es un nitro automático. Los Bonus sólo pueden ser recogidas una vez.
El jugador tiene la opción de cambiar que el manejo del auto sea automático o manual y puede configurar los controles a su antojo en el menú de inicio del juego.

## Países y circuitos

### Australasia
- Auckland,  Nueva Zelanda
- Ayers Rock,  Australia
- Canterbury Plains,  Nueva Zelanda
- Sídney,  Australia

### Gran Bretaña
- Lago Ness
- Londres
- Sheffield
- Stonehenge

### CanadáCanadá
- Banff
- Niagara Falls
- Toronto
- Vancouver

### EgiptoEgipto
- Abu Simbel
- Aswan
- El Cairo
- Hugh Sitton

### Francia
- Burdeos
- Mónaco
- Niza
- París

### AlemaniaAlemania
- Baviera
- Colonia
- Fráncfort del Meno
- Múnich

### GreciaGrecia
- Atenas
- Meteora
- Mykonos
- Santorini

### India
- Fuerte Amber
- Bombay
- Delhi
- Taj Mahal

### Irlanda
- Dublín
- Galway
- Killarney
- Limerick

### ItaliaItalia
- Florencia
- Pisa
- Roma
- Sicilia

### JapónJapón
- Hiroshima
- Kioto
- Tokio
- Yokohama

### Escandinavia
- Copenhague,  Dinamarca
- Helsinki,  Finlandia
- Reikiavik,  Islandia
- Estocolmo,  Suecia

### Latinoamérica
- Chile (En algún punto del Sur de Chile)
- México (Específicamente en Ciudad de México)
- Perú (Específicamente en Machu Picchu)
- Río de Janeiro , Brasil

### España
- Andalucía
- Barcelona
- Madrid
- Sevilla

### Suiza
- Ginebra
- Grünwald
- Lucerna
- Zúrich

### Estados Unidos
- Las Vegas
- Los Ángeles
- Nueva York
- San Francisco